# Podosilis madrasica
Podosilis madrasica es una especie de coleóptero de la familia Cantharidae.

## Distribución geográfica
Habita en Tamil Nadu (India).